# Георгадзе Михайло Порфирович
Михайло Порфирович Георгадзе (груз. მიხეილ გიორგაძე) (12 березня 1912, село Зоді, тепер у складі міста Чиатура, Республіка Грузія — 23 листопада 1982, місто Москва) — радянський і грузинський державний і партійний діяч. Депутат Верховної Ради СРСР 4—10-го скликань (1954—1982). Кандидат у члени ЦК КПРС у 1966—1982 роках.

## Життєпис
Народився 28 лютого (12 березня) 1912 року в селянській родині у Центральній Грузії. У 1929 році закінчив семирічну школу.
З 1929 року працював трактористом, бригадиром тракторної бригади радгоспу в Грузинській РСР. У 1934 році закінчив технікум механізації сільського господарства.
У 1934—1941 роках — студент Московського інституту механізації та електрифікації сільського господарства імені Молотова.
У 1941—1947 роках — інженер, головний інженер відділу Народного комісаріату землеробства СРСР; начальник відділу Міністерства сільського господарства СРСР.
Член ВКП(б) з 1942 року.
У 1947—1951 роках — начальник Управління Закавказзя Головного управління машинно-тракторних станцій (МТС) Міністерства сільського господарства СРСР.
У 1951—1953 роках — заступник міністра і начальник Управління машинно-тракторних станцій Міністерства сільського господарства Грузинської РСР. У травні — вересні 1953 року — заступник міністра сільського господарства і заготівель Грузинської РСР.
У вересні 1953 — 5 березня 1954 року — міністр сільського господарства і заготівель Грузинської РСР. Одночасно, 1 жовтня 1953 — 5 березня 1954 року — 1-й заступник голови Ради міністрів Грузинської РСР.
18 лютого 1954 — 8 серпня 1956 року — 2-й секретар ЦК КП Грузії.
8 серпня 1956 — лютий 1957 року — 1-й заступник голови Ради міністрів Грузинської РСР.
12 лютого 1957 — 23 листопада 1982 року — секретар Президії Верховної Ради СРСР.
У 1982 році за вказівкою Юрія Андропова проти Георгадзе порушили кримінальну справу. Інкримінували йому отримання хабарів у великих розмірах. Під час обшуку на підмосковній дачі Георгадзе було знайдено близько 20 кг ювелірних виробів з дорогоцінних металів, дорогоцінних каменів у понад 4 тисячі каратів, близько 5 мільйонів рублів, кілька десятків тисяч доларів США, фунтів стерлінгів та іншої іноземної валюти. Після завершення обшуку, не чекаючи рішення суду, 23 листопада 1982 року Георгадзе покінчив життя самогубством (застрелився). За офіційними даними — помер у Москві.
Похований у Москві на Новодівочому цвинтарі (ділянка № 10).

## Нагороди
- два ордени Леніна
- орден Трудового Червоного Прапора
- орден Червоної Зірки
- медалі